# Campeonato Mineiro de Futebol de 2015 - Segunda Divisão
O Campeonato Mineiro de Futebol 2015 - Segunda Divisão foi a 31° edição do último nível do futebol profissional de Minas Gerais; ou seja, o terceiro nível do futebol mineiro. Organizado pela FMF, o torneio contou com 15 equipes espalhadas pelo estado de Minas Gerais. Uma novidade será o foco em jogadores abaixo de 23 anos, com os clubes podendo usar apenas 5 atletas acima dessa idade. O torneio tem início marcado para 26 de julho de 2015.
O campeão e o vice-campeão do torneio garantem uma vaga no Campeonato Mineiro de Futebol - Módulo II de 2016.

## Regulamento

### Primeira Fase
As quinze equipes participantes foram divididas em três chaves (A, B e C), com cinco equipes em cada chave; onde se enfrentarão em turno e returno. As duas melhores equipes de cada grupo seguindo os critérios de desempate irão avançar na competição e disputarão o Hexagonal Final.

### Hexagonal Final
No Hexagonal final, as seis equipes jogaram em turno e returno e as duas melhores colocadas garantiram vaga no Módulo II de 2016.

### Regulamento de partida
Os jogos serão realizados nas datas estabelecidas na tabela de jogos, não sendo permitidas inversões de mando, salvo por decisão da Justiça Desportiva ou por determinação do Presidente da FMF. As associações disputantes deverão apresentar-se em campo até 5’ (cinco) minutos antes da hora marcada para o início e 2’ (dois) minutos para o reinício do jogo. Se o atraso do início da partida ou/e reinício do jogo for superior a 20’ (vinte) minutos, estará sujeita a associação infratora às penas previstas no CBJD, sem prejuízo às penalidades dispostas em contratos firmados pela FMF, associações disputantes e terceiros. Os locais, horários e datas estabelecidos na Tabela de Jogos poderão ser alterados de ofício pelo Presidente da FMF. Poderão também ser alterados, atendendo a Associação mandante, com concordância da equipe visitante, tendo como prazo fatal o décimo dia que antecede a partida. A agremiação que habilitar mais de uma praça de jogos poderá utilizá-la desde que previamente indicada. Na hipótese, não será exigida a concordância da agremiação visitante, respeitado o prazo descrito no caput. O campeonato será disputado por jogadores com idade abaixo de 23 anos, sendo permitida a participação de apenas cinco atletas com idade superior por agremiação. Cada time poderá inscrever no máximo trinta jogadores. A equipe mandante deve providenciar todas as diligências necessárias para o bom andamento da partida, requisitando policiamento (Polícia Militar), exclusivamente fardado, gandulas, pessoal para trabalhar nos bares etc. Ficará também, a cargo da equipe mandante, disponibilizar, ambulância, com capacidade para transportar uma pessoa deitada, 1 (um) médico, 2 (dois) enfermeiros, maleta de primeiro socorros, bem como equipamentos e medicamentos apropriados para atendimento de atletas perante a ocorrência de situações de mal súbito e para procedimentos de reanimação cardio-pulmonar. A referida exigência deve ser observada antes, durante e após a partida, a fim de atestar a integridade física dos atletas, torcedores e demais presentes. Fica expressamente vedada o início e/ou transcurso da partida sem que a obrigação em comento esteja cumprida.

### Critérios de desempate
Ao término de cada fase, caso equipes estiverem igualadas em números de pontos, serão aplicados critérios de desempate.
"Art. 6º - O critério de desempate deverá ser aplicado ao término dos jogos previstos em cada fase (Classificatória ou Hexagonal Final). Assim, se 02 (duas) ou mais associações estiverem empatadas na soma de pontos ganhos, para se apurar a ordem da classificação, serão obedecidos os critérios abaixo estabelecidos, pela ordem, até o desempate:
- a) - maior número de vitórias;
- b) - maior saldo de gols;
- c) - maior número de gols conquistados;
- d) - caso somente 02 (duas) associações continuem empatadas em uma das colocações, o desempate será a favor da associação que somar o maior número de pontos ganhos no confronto direto;
- e) - menor número de cartões vermelhos;
- f) - menor de número de cartões amarelos;
- g) – caso somente 02 (duas) associações continuem empatadas, realizar-se-á jogo extra, em campo definido por sorteio, a ser realizado no primeiro dia útil posterior ao término da fase, às 16h na sede da FMF;
- h) – caso mais de duas associações estejam empatadas, realizar-se-á sorteio, no primeiro dia útil posterior ao término da fase, às 16h na sede da FMF.

§ Primeiro – Para efeito do critério de letra “d”, considera-se o resultado dos jogos de ida e volta somados, ou seja, o resultado do “jogo de 180 minutos”.
§ Segundo - Persistindo o empate no “jogo de 180 minutos” dos confrontos diretos, conforme acima mencionado, o desempate dar-se-á pelo maior número de gols assinalados no campo do adversário.
§ Terceiro - Não sendo possível utilizar os critérios aqui estabelecidos, “a” a “h”, será adotado o percentual aritmético de aproveitamento (índice técnico)."

## Equipes Participantes
| Equipe                   | Cidade           | Estádio (mando)                             | Capacidade | Grupo | Títulos        |
| ------------------------ | ---------------- | ------------------------------------------- | ---------- | ----- | -------------- |
| Arsenal                  | Santa Luzia      | Estádio Municipal Victor Andrade de Brito   | 12.020     | B     | 0 (não possui) |
| Betinense                | Betim            | Arena do Calçado                            | 10.000     | B     | 0 (não possui) |
| Coimbra[a]               | Uberlândia       | Estádio Parque do Sabiá                     | 53.350     | C     | 0 (não possui) |
| Democrata de Sete Lagoas | Sete Lagoas      | Arena do Jacaré                             | 20.020     | B     | 0 (não possui) |
| Figueirense              | São João del-Rei | Estádio Paulo Campos                        | 1.300      | B     | 0 (não possui) |
| Formiga[c]               | Formiga          | Estádio Juca Pedro                          | 3.581      | B     | 0 (não possui) |
| Guaxupé [c]              | Guaxupé          | Estádio Municipal Dr. Carlos Costa Monteiro | 2.471      | C     | 0 (não possui) |
| Ituiutabano[b]           | Frutal           | Estádio Municipal Pedro Macedo da Silveira  | 12.000     | C     | 0 (não possui) |
| Nacional de Uberaba      | Uberaba          | Estádio Municipal Engenheiro João Guido     | 11.300     | C     | 1 (2013)       |
| Novo Esporte Ipatinga    | Ipatinga         | Estádio Municipal João Lamego Netto         | 36.000     | A     | 0 (não possui) |
| Ponte Nova               | Ponte Nova       | Caetano Cenachi Neto                        | 1.000      | A     | 0 (não possui) |
| Siderúrgica              | Sabará           | Estádio Israel Pinheiro                     | 4.500      | A     | 0 (não possui) |
| Uberaba                  | Uberaba          | Estádio Municipal Engenheiro João Guido     | 11.300     | C     | 0 (não possui) |
| União Luziense           | Santa Luzia      | Estádio Municipal Victor Andrade de Brito   | 12.020     | A     | 0 (não possui) |
| Valeriodoce              | Itabira          | Estádio Israel Pinheiro                     | 4.500      | A     | 0 (não possui) |

- a. ^  Visando questões logísticas para a disputa do torneio, o Coimbra mudou-se provisoriamente para a cidade de Uberlândia, fazendo uma parceria junto ao Uberlândia Esporte Clube. [4]
- b. ^  Por falta de apoio na cidade de Ituiutaba, o Atlético Ituiutabano disputa a segunda divisão na cidade de Frutal, no Triângulo Mineiro. [5]
- c. ^  As equipes do Formiga e da Guaxupé já foram campeãs do Campeonato Mineiro da Segunda Divisão, porém o torneio à época de seus títulos não correspondia ao terceiro nível do futebol mineiro e sim ao segundo nível, sendo equivalente ao Mineiro do Módulo II

## Classificação

### Primeira Fase
Grupo A
| Pos | Equipes        | Pts | J | V | E | D | GP | GC | SG  | %     |
| --- | -------------- | --- | - | - | - | - | -- | -- | --- | ----- |
| 1   | Valeriodoce    | 19  | 8 | 6 | 1 | 1 | 18 | 5  | +13 | 79,2% |
| 2   | Novo Esporte   | 19  | 8 | 6 | 1 | 1 | 17 | 6  | +11 | 79,2% |
| 3   | Ponte Nova     | 13  | 8 | 4 | 1 | 3 | 15 | 8  | +7  | 54,2% |
| 4   | União Luziense | 4   | 8 | 1 | 1 | 6 | 4  | 20 | –16 | 16,7% |
| 5   | Siderúrgica    | 2   | 8 | 0 | 2 | 6 | 2  | 17 | –15 | 8,3%  |

|                | VAL | NVE | PON | ULU | ESP |
| -------------- | --- | --- | --- | --- | --- |
| Valeriodoce    | —   | 1-1 | 0–3 | 2-0 | 1–0 |
| Novo Esporte   | 0–4 | —   | 1–0 | 5–0 | 1-0 |
| Ponte Nova     | 1–2 | 1–4 | —   | 2–1 | 7-0 |
| União Luziense | 0–4 | 0-4 | 0-1 | —   | 0–0 |
| Siderúrgica    | 0-4 | 0–1 | 0–0 | 2–3 | —   |

|  | Classificados; |
|  | Eliminados.    |

Grupo B
| Pos | Equipes      | Pts | J | V | E | D | GP | GC | SG  | %     |
| --- | ------------ | --- | - | - | - | - | -- | -- | --- | ----- |
| 1   | Figueirense  | 17  | 8 | 5 | 2 | 1 | 15 | 5  | +10 | 70,8% |
| 2   | Formiga      | 11  | 8 | 2 | 5 | 1 | 9  | 8  | +1  | 45,8% |
| 3   | Democrata-SL | 10  | 8 | 2 | 4 | 2 | 14 | 9  | +5  | 41,7% |
| 4   | Betinense    | 10  | 8 | 2 | 4 | 2 | 11 | 15 | -4  | 41,7% |
| 5   | Arsenal      | 4   | 8 | 1 | 1 | 6 | 8  | 20 | –12 | 16,7% |

|              | FIG | FOR | DSL | BET | ARS |
| ------------ | --- | --- | --- | --- | --- |
| Figueirense  | —   | 3-0 | 0–0 | 1-2 | 1–0 |
| Formiga      | 1–1 | —   | 1–1 | 1–1 | 2-2 |
| Democrata-SL | 1–4 | 0–1 | —   | 0–0 | 1-0 |
| Betinense    | 1–4 | 0-0 | 3-3 | —   | 1–4 |
| Arsenal      | 0-1 | 0–3 | 0–8 | 2–3 | —   |

|  | Classificados; |
|  | Eliminados.    |

Grupo C
| Pos | Equipes             | Pts | J | V | E | D | GP | GC | SG  | %     |
| --- | ------------------- | --- | - | - | - | - | -- | -- | --- | ----- |
| 1   | Uberaba             | 19  | 8 | 6 | 1 | 1 | 11 | 2  | +9  | 79,2% |
| 2   | Nacional de Uberaba | 18  | 8 | 5 | 3 | 0 | 9  | 2  | +7  | 75,0% |
| 3   | Coimbra             | 10  | 8 | 3 | 1 | 4 | 8  | 11 | -3  | 41,7% |
| 4   | Guaxupé             | 9   | 8 | 2 | 3 | 3 | 6  | 8  | –2  | 37,5% |
| 5   | Ituiutabano         | 0   | 8 | 0 | 0 | 8 | 4  | 15 | –11 | 0,0%  |

|                     | COI | GUA | ITU | NAC | USC |
| ------------------- | --- | --- | --- | --- | --- |
| Coimbra             | —   | 3-1 | 2–1 | 0-2 | 0–2 |
| Guaxupé             | 1–1 | —   | 2–0 | 0–0 | 0-2 |
| Ituiutabano         | 1–2 | 1–2 | —   | 1–2 | 0-1 |
| Nacional de Uberaba | 1–0 | 0-0 | 2-0 | —   | 1–1 |
| Uberaba             | 2-0 | 1–0 | 2–0 | 0–1 | —   |

|  | Classificados; |
|  | Eliminados.    |

### Hexagonal Final
|  |                                            |
|  | Campeão e acesso ao Módulo II de 2016      |
|  | Vice-Campeão e acesso ao Módulo II de 2016 |

## Premiação
| Mineiro 2015 - 2ª Divisão   |
| --------------------------- |
| Uberaba Campeão (1º título) |